# Nordic Open
O Nordic Open foi o primeiro torneio de golfe do Circuito Europeu na Dinamarca, sendo realizado no Simons Golf Club, em Humlebæk, ao norte de Copenhague. Só foi realizado em 2003, tendo Ian Poulter como vencedor, pontuando 266 (–22) e derrotando o escocês Colin Montgomerie.

## Campeão
| Ano  | Campeão     | País       | Pontuação | Par | Margem   | Vice-campeão      |
| ---- | ----------- | ---------- | --------- | --- | -------- | ----------------- |
| 2003 | Ian Poulter | Inglaterra | 266       | −22 | 1 tacada | Colin Montgomerie |